# Sergueï Roudenko
Pour les articles homonymes, voir Roudenko.
Sergueï Ivanovitch Roudenko (en russe : Сергей Иванович Руденко), né le 16 janvier 1885 à Kharkov et décédé le 16 juillet 1969 à Leningrad, est un anthropologue et archéologue russe des plus éminents de la période soviétique. Il a découvert le célèbre site de sépultures scythes à Pazyryk en Sibérie.

## Biographie
Roudenko fut un disciple de Paul Broca, fondateur de l'« école française » d'anthropologie. Il participa à la commission des cartes de la Société géographique russe créée en 1910. Cette même année, il participa à une expédition dans le bassin de l'Ob, en Sibérie occidentale, où il étudia les Khantys.
En 1917, il fut l'un des fondateurs participants de la Commission d'études de la composition tribale des populations des frontières de la Russie (en) avec plusieurs collègues de la Commission des cartes de la Société géographique russe.
Roudenko enseigna à l'université de Leningrad de 1921 à 1954. Durant la période 1947 à 1950 et en 1954, il fut envoyé par l'Institut d'archéologie soviétique pour étudier les Kourganes de l'Altaï. Au cours de l'excavation des tombes de Pazyryk, à Balyktouïoul, il découvrit la plus spectaculaire momie tatouée du monde. Alors qu'Hérodote et d'autres écrivains antiques désignaient l'Altaï comme « la montagne d'or », citadelle imprenable des Sakas, Roudenko fut suffisamment prudent pour ne pas conclure que ses découvertes étaient scythes. Bien qu'elle ne laisse aucun écrit, les artefacts de cette impressionnante culture de l'âge du fer se distinguent par un niveau artistique et artisanal sophistiqué. Par hommage à ces travaux anthropologiques, tout ce qui est découvert aujourd'hui concernant les peuplades de l'Altaï du VIIe au IIIe siècle av. J.-C. est dit de culture Pazyryk.
Les tombes de Pazyryk ont été découvertes par Roudenko dans un état de conservation presque parfait. Elles contenaient des squelettes intacts, des chevaux et des hommes embaumés, une profusion d'objets, y compris des selles, un char, des tapis, des vêtements, des bijoux, des instruments de musique, des amulettes, des outils, et, de façon intéressante, un « appareil d'inhalation de cannabis ». Certains objets étaient également issus d'autres cultures distantes de plusieurs milliers de kilomètres comme des tissus de Chine ou de Perse.
Roudenko découvrit également des fossiles d'animaux, comme des oies cendrées datées de plus de 11 000 ans.